# Jezioro Kaliszańskie
Jezioro Kaliszańskie – jezioro w woj. wielkopolskim, w pow. wągrowieckim, w gminie wiejskiej Wągrowiec, leżące na terenie Pojezierza Chodzieskiego.
Powierzchnia zwierciadła wody według różnych źródeł wynosi od 282,5 ha przez 297,2 ha do 305,63 ha.
Zwierciadło wody położone jest na wysokości 86,5 m n.p.m. lub 87,6 m n.p.m. lub też 87,8 m n.p.m.. Średnia głębokość jeziora wynosi 8,8 m, natomiast głębokość maksymalna 26,9 m.
W oparciu o badania przeprowadzone w 2003 roku wody jeziora zaliczono do II klasy czystości i II kategorii podatności na degradację.
Jezioro to leży w morenie dennej typu wytopiskowego. Od strony północnej połączone z jeziorem Strzałkowskim przez Tłumienicę z położonym na wschód jeziorem Toniszewskim nie ma połączenia.
Jest to drugie (po jeziorze Bytyń Wielki) największe pod względem powierzchni lustra wody jezioro dawnego województwa pilskiego.